# Júzcar
Júzcar és un poble de la província de Màlaga (Andalusia), que pertany a la comarca de la Serranía de Ronda. Limita al nord amb Ronda a l'est amb Cartajima i Pujerra al sud amb Estepona i a l'oest amb Jubrique, Faraján i Alpandeire.

## La Fàbrica de Llauna
La primera fàbrica de fulla de llauna d'Espanya, es va instal·lar a Júzcar. Així ho afirma un llibre editat per Altos Hornos de Vizcaya. L'elecció del lloc va obeir a la riquesa fustera d'aquesta zona de la Regió muntanyenca de Ronda, indispensable per al carbó vegetal que es necessitava per a la fosa. La fàbrica va començar a produir a mitjan any 1731 sota el nom de La mai vista Espanya REIAL FABRICA DE FULLA DE LLAUNA I LES SEVES ADHERENTS, regnant els sempre invictes monarques i Catòlics Reis don Felip V i donya Isabel Farnese.
Segons figurava en la làpida del frontó d'entrada. La factoria, que va estar situada al costat del riu en el lloc que avui es coneix com a finca la Fàbrica, posseïa un cambra secreta on es realitzava el procés d'estanyat. Va tenir una plantilla de 200 obrers. Com a Espanya no es coneixia el procediment emprat en l'elaboració del producte, van venir d'Alemanya una trentena de tècnics al comandament de dos enginyers suïssos, Pedro Menrón i Emerico Dupasquier. Les cròniques conten que els tècnics van sortir d'Alemanya clandestinament, ficats en barrils, al tenir prohibida la seva marxa a l'estranger per a evitar la competència. Afegeixen les cròniques que el transport de la mercaderia es feia a lloms de camells, més pràctics que els rucs i muls i superior a la seva capacitat de càrrega. Van ser enviats expressament pel Govern de Madrid. La factoria va trencar davant la forta competència de la indústria asturiana i basca.